# Popowa Polana
Popowa Polana (638 m n.p.m.) – szczyt w Beskidzie Niskim, w paśmie Beskidu Dukielskiego. Dobry punkt widokowy, przy dobrej pogodzie widać Tatry. Zachodnie zbocza schodzą do Zawadki Rymanowskiej, południowe do przysiółka Abramów i miejsca po nieistniejącej wsi Kamionka. Znajdują się tam resztki cmentarza i cerkwisko. Czasem szczyt nazywany jest Kamionka. Na wschodzie graniczy z Osiecznikiem (633 m n.p.m.). Na północnych stokach, które opadają do Lubatowej, ma źródła potok Lubatówka. Przez szczyt nie prowadzą szlaki turystyczne.